# Leptocoma juliae
Leptocoma juliae är en fågelart i familjen solfåglar inom ordningen tättingar.

## Utbredning och systematik
Fågeln förekommer i Filippinerna på västra och centrala Mindanao och i Suluarkipelagen. Den betraktas oftast som underart till purpurstrupig solfågel (Leptocoma sperata), men urskiljs sedan 2016 som egen art av Birdlife International och IUCN.

## Status
Den kategoriseras av IUCN som livskraftig.

## Namn
Fågelns vetenskapliga artnamn hedrar Julia markisinna av Tweeddale (1846-1937), gift med Arthur Hay, 9:e markis av Tweeddale.